# Andi Bernadee
Andi Azrul bin Andi Mapangile （出生于1991年11月30日） 或 Andi Bernadee 是一名马来西亚男歌手。